# Gejang
El gejang o gejeot es un tipo de jeotgal o marisco salado fermentado coreano, que se hace marinando cangrejo crudo fresco en ganjang (salsa de soja coreana) o en una salsa a base de guindilla en polvo. El nombre consta de dos palabras: ge, ‘cangrejo’ y jang, ‘condimento’. Aunque gejang aludía originalmente solo a cangrejos marinados en salsa de soja, comenzó a ser llamado ganjang gejang para diferenciarlo del yangnyeom gejang (양념게장), un plato relativamente nuevo que surgió con el auge de los restaurantes en Corea del Sur. Yangnyeom significa literalmente ‘condimentado’ en coreano, pero alude a la salsa picante hecha con guindilla en polvo. Gyeongsang, Jeolla y Jeju son famosas por sus variedades características de gejang.

## Registros históricos
Pueden hallarse registros históricos sobre el gejang en libros tales como Sallim gyeongje, Gyuhap chongseo, Jubangmun (주방문, 酒方文), Siuijeonseo y otros escritos durante la dinastía Joseon (1392–1910). Según el Sallim gyeongje, escrito sobre finales del siglo XVII, la elaboración de gejang se denomina johaebeop (조해법, 糟蟹法), que significa ‘una forma de marinar cangrejos en sedimentos de licor’. Con este método, los cangrejos se marinan en una mezcla de jaegang (재강, sedimentos de licor), sal y una bebida alcohólica. En general, el gejang se estropea si se almacena demasiado tiempo, pero el elaborado mediante johaebeop puede comerse incluso la siguiente primavera. Además, el libro registra diversas formas de hacer gejang, como juhaebeop (酒蟹法, con bebida alcohólica), chojang haebeop (醋醬蟹法, con salsa de soja y vinagre), yeomtang haebeop (鹽湯蟹法, con agua salada), así como una forma de criar cangrejos llamada yukseon chibeop (肉膳治法). Por tanto, el registro verifica que el consumo de en Corea apareció al menos tan pronto como en los años 1600.

## Cangrejos y cosecha

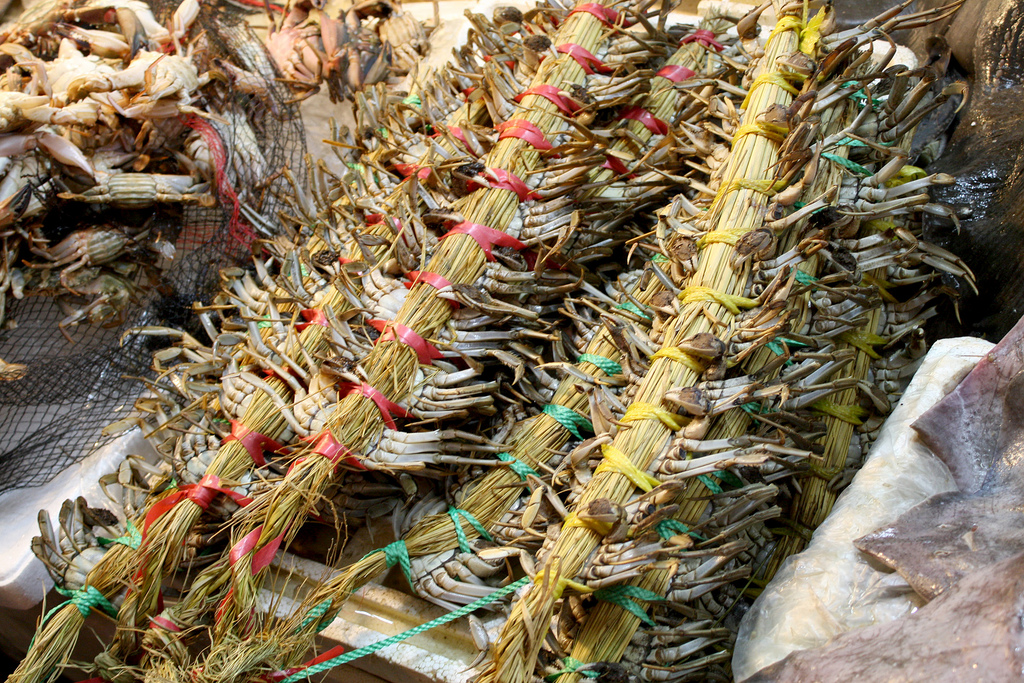
Atados de cangrejos vivos en un mercado de Daejeon.

Según la medicina tradicional coreana, el cangrejo tiene una naturaleza fría que puede bajar la temperatura corporal, por lo que se cree que el gejang es bueno para aliviar la fiebre. Aunque el gejang se hacía originalmente con cangrejo de agua dulce, al escasear estos se pasó a elaborarlo con kkotge (cangrejo nadador) capturado en el mar Amarillo, costa oeste de la península de Corea. Del gejang hecho con cangrejo de agua dulce, es famoso el chamgejang de Gyeongsang del Norte, que puede conservarse y consumir incluso después de un año, y el beotteok gejang, que puede comerse justo después de prepararse.

## Preparación
Para preparar ganjang gejang, primero se limpian bien los cangrejos usando una brocha mientras está sumergidos en un cuenco con agua, y se aclaran para eliminar la humedad. Se ponen en un hangari (vasija de barro) y se dejan en sal unas seis horas. Para preparar la salsa se hierve brevemente una mezcla de ganjang con aceite de sésamo, azúcar, cebolleta cortada fina, ajo picado, jengibre y chile rojo fresco rallado. Tras retirar los cangrejos salados del hangari se ponen en un cuenco adecuado y se vierte sobre ellos la salsa picante. Una hora después, se retira el ganjang del cuenco y se vuelve a calentar hasta que hierva. Se vuelve a verter sobre los cangrejos, repitiendo el proceso una tercera y cuarta vez. El plato puede comerse cuando la salsa está fría. Si se usa ganjang cocido tras dejarlo enfriar, el gejang puede comerse dos semanas después de su preparación, y puede conservarse más tiempo. Una variante incluye añadir ternera picada cuando se vierte la salsa sobre los cangrejos, lo que da al gejang un sabor más umami. Últimamente alguna gente añade limón, pimiento chile o una medicina tradicional al elaborar gejang para eliminar el olor a pescado y mejorar su sabor.
Para el yangnyeom gejang, se parte de cangrejo crudo y una salsa agripicante de guindilla en polvo, añadiendo pera coreana molida, cebolla, jengibre y ajo, así como semillas de sésamo enteras, y aceite de sésamo. En general, el gejang puede comerse medio día después de su preparación, y consumir el plato en dos o tres días es lo mejor para mantener intacto su sabor picante, dulce y agrio. Si los cangrejos se marinan en una mezcla hervida y enfriada de eakjeok (액젓, jeotgal filtrado) y salsa de soja antes de añadir la salsa picante, el yangnyeom gejang puede marinarse con esta última y conservarse más tiempo.

## Tipos

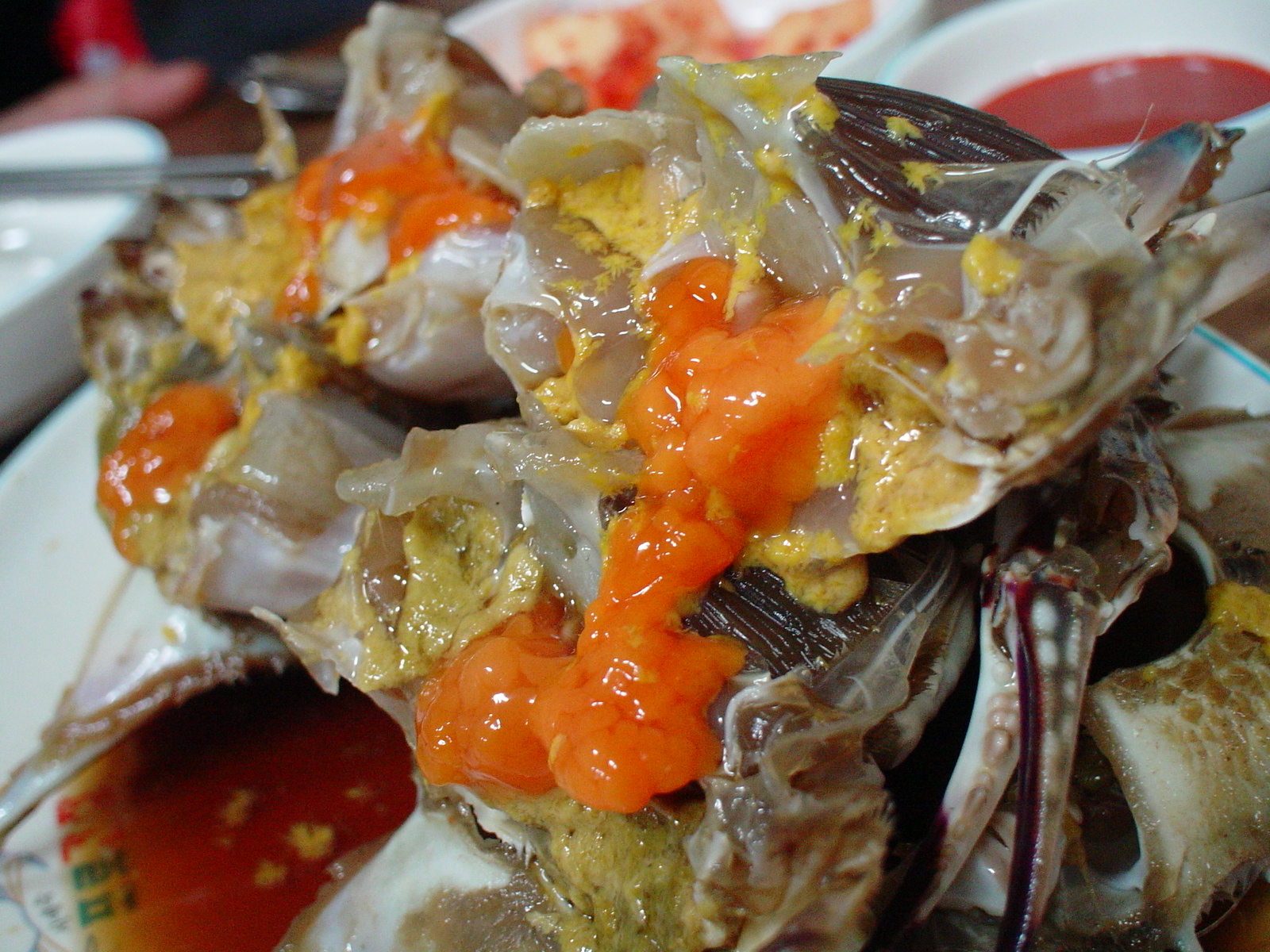
Tomalley y hueva del gejang listo para comer.

Los tipos se dividen por especie de cangrejo, región y forma de preparación. Entre ellas, el beoltteok gejang (벌떡게장) es una especialidad local de la provincia de Jeolla que se hace con Charybdis japonica vivo, que se llama beoltteokge (벌떡게) o minkkotge (민꽃게) en coreano. El cangrejo tiene un caparazón duro de color marrón rojizo y se encuentra en aguas dulces de Corea según el Jasaneobo (자산어보, ‘Peces de la isla Huksan’), el libro coreano de ciencia pesquera escrito por el académico Jeong Yak-jeon (정약전) en 1814. Para hacer el gejang los cangrejos se cortan en varios trozos o se usan enteros si son pequeños. Uno o días después de que el beoltteokge haya sido marinado en una salsa a base de ganjang, puede consumirse el gejang, que tiene un sabor fresco y dulce. Sin embargo, beoltteok gejang no puede conservarse mucho tiempo, por lo que se dice que el nombre refleja este hecho (beotteok significa ‘rápidamente’ o ‘inmediatamente’ en coreano).
El kkotgejang (꽃게장) se hace con kkotge (cangrejo nadador), que es el cangrejo más consumido en Corea del Sur. También es una especialidad local de Jeolla, famosa por su sabor umani. Para prepararlo, se limpian los cangrejos vivos y se cortan en varios trozos. Se vierte sobre ellos una mezcla de ganjang, cebolleta cortada, ajo, jengibre, guindilla en polvo, semillas de sésamo y sal. Puede comerse un días después de su preparación.
Otra especialidad local de Jeolla es el konggejeot (콩게젓), nativo del condado de Gangjin. El gejeng se hace moliendo cangrejos tan pequeños como judías (kong en coreano) con muelas. La pasta gruesa se mezcla con sal y pasta de guindilla. En la isla de Jeju un gejang llamado gingijeot (깅이젓) se hace cada 15 de marzo del calendario lunar con la marea baja. Tradicionalmente se dice que el gingijeot es bueno para curar todas las enfermedades.

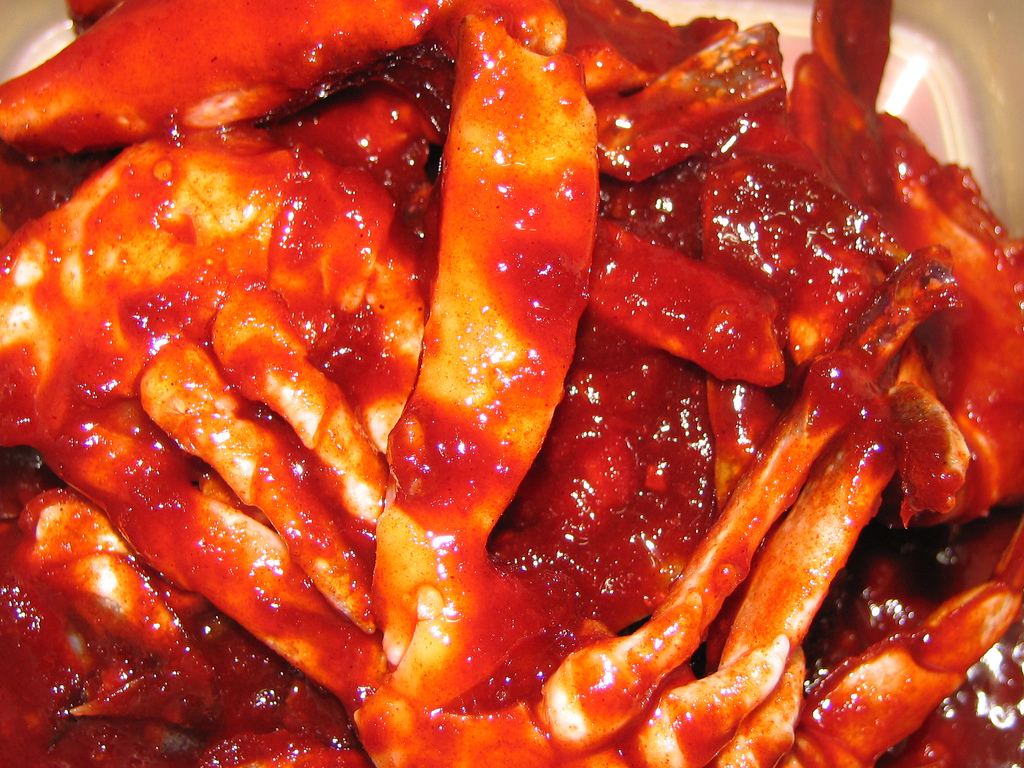
Yangnyeom gejang.

El chamgejang (참게장) es una especialidad local de la provincia de Gyeonggi y se hace con chamge (cangrejo de Shanghái), que suele vivir en los ríos coreanos que desembocan en el mar Amarillo. El chamge cosechado en el río Imjin cerca de la región de Paju es especialmente famoso por su sabor único y por tener un aroma menos terroso, así que fueron presentados durante siglos al rey como delicia. Como demuestran los registros sobre el chamge presentes en varios documentos sobre pesca y cocina, como Jasaneobo, Gyuhap chongseo y el capítulo Jeoneoji (전어지) de Imwon gyeongjeji (임원경제지), el plato ha sido consumido por los coreanos desde hace mucho tiempo. Sin embargo, actualmente la contaminación de los ríos ha disminuido el hábitat del cangrejo, por el que el chamge apenas se encuentra salvo en el Imjin. El chamgejang suele apodarse bapdoduk (밥도둑, literalmente ‘comida ladrona’ o ‘arroz ladrón’) porque se considera un buen plato para despertar el apetito. El plato se prepara para conservarse durante largos periodos, por lo que es más salado que otras variedades de gejang.
El chamgejang también se consume ampliamente en la provincia de Gyeongsang, y se prepara en las casa durante el otoño para tomarse como banchan (acompañante) el verano siguiente. Los cangrejos también se pescan de los arrozales durante la cosecha, y las hembras se consideran mejores porque contienen muchas hueva y tomalley graso.

## Presentación
Yeosu es famosa por el gejang además del gat kimchi (갓김치). Una comida que enfatiza el ganjang gejang se llama gejang baekgan (게장백반) y consiste en un plato de ganjang gejang, varios banchan (acompañamientos) y un cuenco de arroz.